# Xaphan: Book of Angels Volume 9
Xaphan: Book of Angels, Volume 9 è un album in studio del gruppo musicale surf music statunitense Secret Chiefs 3, contenente 11 delle 316 composizioni del compositore jazz statunitense John Zorn provenienti dal libro delle composizioni Book of Angels. Fu pubblicato il 23 ottobre 2007 dalla Tzadik Records.

## Tracce
Musiche di John Zorn.
1. Sheburiel (155° composizione) – 5:43
2. Akramachamarei (290° composizione) – 5:46
3. Shoel (20° composizione) – 6:19
4. Barakiel (232° composizione) – 5:49
5. Bezrial (45° composizione) – 4:36
6. Kemuel (182° composizione) – 4:23
7. Labbiel (286° composizione) – 4:22
8. Asron (274° composizione) – 3:32
9. Balberith (256° composizione) – 6:31
10. Omael (250° composizione) – 3:59
11. Hamaya (70° composizione) – 4:20

Durata totale: 51:21

## Formazione
- John Zorn – produzione, arrangiatore, direzione
- Trey Spruance – chitarra baritona, chitarra elettrica, organo, percussioni, sintetizzatori, autoharp, pianoforte, basso elettrico
- Anonymous 13 – voce, viola
- Rich Douchette – sarangi
- Jai Young Kim – organo
- Jason Schimmel – chitarra acustica
- Monica Schley – arpa
- Timba Harris – violino, tromba
- Adam Stacey – clavinet
- Tim Smolens – violoncello, basso di viola
- Shahzad Ismaily – basso elettrico
- Ches Smith – batteria, conga